# Libertad Fútbol Club (Ecuador)
Libertad Fútbol Club, más conocido como Libertad, es un club deportivo ecuatoriano de la ciudad de Loja. Fue fundado el 17 de mayo de 2017 tras la compra del club Independiente de Pindal por el empresario Marlon Granda, nombre que mantuvo hasta 2020. Actualmente participa en la Serie A de Ecuador y está afiliado a la Asociación de Fútbol Profesional de Loja.

## Historia
En los orígenes del club constan la fundación en el Cantón Pindal de la provincia de Loja, dónde disputó campeonatos locales e intercantonales, el equipo se mantuvo inactivo hasta la temporada 2018 donde regresó a la competencia de la Segunda Categoría de Loja con el nombre de Independiente de Pindal, en el tercer escalafón de la pirámide del fútbol profesional ecuatoriano, los colores del club en el regreso fueron blanco y vinotinto. En ese año participó en el Campeonato Provincial de Fútbol de Segunda Categoría de Loja 2018, no logró pasar de la fase provincial al terminar en la sexta posición con nueve puntos en 12 partidos jugados, el partido que marcó el regreso del club al profesionalismo se jugó el 6 de junio de 2018, en el estadio Municipal de Pindal se enfrentaron al Club Deportivo Loja Federal, fue derrota 1-3 frente al equipo lojano. La primera victoria llegó una semana después con el Club Sportivo Loja, en el Estadio Federativo Reina del Cisne el club pindaleño se impuso por 3-1.
En la campaña 2019 mejoró notablemente su desempeño, quedando al final del torneo provincial en segundo lugar y logrando una histórica clasificación a la fase zonal del torneo nacional de Segunda Categoría, junto con Loja Federal se disputaron palmo a palmo el título de campeón provincial, todo se definió en la última fecha del torneo, ambos equipos se enfrentaron entre sí en el estadio Reina del Cisne, el marcador final favoreció al equipo federal por 3-1 y en la clasificación un gol más a favor en el total le otorgó el campeonato al cuadro lojano, 32 a 31 en cantidad de goles marcados fue el criterio determinante. En la fase zonal compartió grupo con equipos como Parma Fútbol Club de Machala, Estrella Roja de Cuenca y el histórico 9 de Octubre de Guayaquil, equipo que al final de 2019 lograría el ascenso a la Serie B. El sueño quedó en esa fase.

### Cambio de razón social
En 2020 el club cambió a un nuevo proyecto deportivo, que incluyó un cambio de nombre a Libertad Fútbol Club, Marlon Granda llevó al equipo a Loja debido a que la ciudad perdió su sitial en el fútbol profesional, el uniforme principal de equipo cambió a color naranja, los entrenamientos del equipo se realizan en el Complejo Deportivo La Sede en la ciudad de Loja, lugar dónde también funcionan las oficinas del club y dónde el equipo se desempeña actualmente en la Segunda Categoría del Campeonato Provincial de Fútbol de la Provincia de Loja y milita de local en el Estadio Federativo Reina del Cisne.
Producto del esfuerzo y nuevo proyecto bien encaminado en su primera temporada como Libertad Fútbol Club logró el título de campeón provincial en la temporada 2020 y avanzó a los play-offs de la Segunda Categoría de ese año donde fue eliminado por el Club Vargas Torres de Esmeraldas.

### Ascenso a la Serie B
Luego de una gran temporada en el Campeonato Provincial de Segunda Categoría Loja 2021, donde el equipo quedaría campeón; en el Ascenso Nacional 2021, Libertad Fútbol Club logró llegar a la semifinal donde disputaría el partido contra el Club La Unión de Pujilí, en donde se definiría a uno de los dos ascendidos que jugaría la temporada 2022 de la Serie B del fútbol ecuatoriano. En una primera instancia en el partido de ida el marcador terminaría empatado 0-0, en un partido muy igualado de cada lado en dónde el arquero Eduardo Bores de Libertad taparía un penal en el minuto 90 manteniendo el arco en cero y convirtiendo así al partido de vuelta, en la ciudad de Loja, el partido decisivo en donde se definiría al equipo ascendido.
El encuentro de vuelta se jugó en la capital cultural del Ecuador la noche del viernes 29 de octubre de 2021, en dónde con un gol de cabeza del jugador Armando Angulo en el minuto 72 sellaría el partido que finalizó con victoria libertaria por 1-0, asegurando así su clasificación a la LigaPro Serie B 2022 y devolviendo el fútbol de Primera Categoría a la ciudad de Loja luego del descenso en el año 2019 de Liga de Loja a la Segunda Categoría.

### Ascenso a la Serie A
Para esta temporada el libertario logró clasificar a la Serie A 2023, marcando el regreso de la ciudad de Loja a la máxima categoría después del descenso de Liga de Loja en el campeonato 2015 y sus posterior desaparición en 2022, antes de iniciar el campeonato disputó un total de cuatro partidos amistosos frente al Deportivo Cuenca, Orense y Club Deportivo Primero de Mayo, donde obtuvo una victoria, un empate y dos derrotas ambas contra el Deportivo Cuenca, el campeonato dio inicio el 16 de marzo donde consiguió una victoria de 2-0 frente al Olmedo, durante la primera etapa el conjunto libertario tuvo una campaña equilibrada al obtener 8 victorias, 5 empates y 5 derrotas, en esta parte del campeonato el equipo fue sancionado con la pérdida de puntos, ya que en la fecha 11 habían alineado al jugador José Cortez quien había sido sancionado, ante esto el partido contra América de Quito que culminó en una victoria por 4-2 fue cambiada por un 3-0, ante la pérdida de puntos los libertarios al final de la primera etapa acabó tercero solo por diferencia de gol, por otro lado su participación en la Copa Ecuador fue muy efímera, ya que en la primera fase fue eliminado por Bonita Banana en la tanda de penales por el marcador de 19-18.
Para la segunda etapa, Libertad empezó con un buen rendimiento al obtener durante las cinco fechas los suficientes puntos para mantenerse en la zona de ascenso, sin embargo después de la fecha 23 donde obtuvo una derrota en el último minuto contra el América de Quito por 2-1, Libertad presentó un rendimiento discreto que lo privó de estar en los primeros lugares de la tabla acumulada, después de disputar consecutivamente sus dos encuentros contra El Nacional logrando un empate 1-1 y una derrota por 4-2 donde el bi-tri consiguió el ascenso a la Serie A, el club se quedaba con pocas posibilidades de conseguir el ascenso, sin embargo debido a los resultados que obtuvo América de Quito que también perdió puntos importantes, así tenía un margen de error mínimo, en la penúltima como última fecha del campeonato logró dos victorias consecutivas frente Chacaritas y el Imbabura, lo que le garantizó el tercer puesto tras que América empatara 1-1 contra Independiente Juniors, a pesar de acabar en el tercer lugar debido al segundo puesto que alcanzó el Independiente Juniors y su condición como equipo filial de Independiente del Valle obtuvo el ascenso a la Serie A 2023. En consecuencia, Libertad FC. se convierte en el nuevo inquilino de la Serie A.

## Uniforme

### Evolución del uniforme titular
| 2019 | 2020 | 2021 | 2022 | 2023 | 2024 |

### Evolución del uniforme alterno
| 2019 | 2020 | 2021 | 2022 | 2023 | 2024 |

### Evolución del tercer uniforme
| 2019 | 2022 | 2023 | 2024 |

## Jugadores

### Plantilla 2025
- Última actualización: 4 de julio de 2025.

#### Altas y bajas primer semestre 2025
- Última actualización: 29 de enero de 2025.

| Altas               |                |                                 |                 |
| Jugador             | Posición       | Procedencia                     | Tipo            |
| José Monaga         | Defensa        | La Unión                        | Libre           |
| Ronny Biojó         | Defensa        | Deportivo Cuenca                | Libre           |
| Jean Carlos Montaño | Defensa        | 9 de Octubre                    | Libre           |
| Carlos Gruezo       | Defensa        | América de Quito                | Libre           |
| Kevin Becerra       | Defensa        | Los Chankas                     | Libre           |
| Carlos Arboleda     | Defensa        | Técnico Universitario           | Libre           |
| Yerlin Quiñónez     | Centrocampista | Deportivo Cuenca                | Libre           |
| Edgar Lastre        | Delantero      | Técnico Universitario           | Libre           |
| Richard Borja       | Delantero      | Barcelona                       | Préstamo        |
| Angelo Quiñónez     | Delantero      | ADT                             | Libre           |
| Bajas               |                |                                 |                 |
| Jugador             | Posición       | Destino                         | Tipo            |
| Glendys Mina        | Defensa        | Mushuc Runa                     | Fin de contrato |
| Bryan Caicedo       | Defensa        | Macará                          | Fin de contrato |
| Luis Gómez          | Defensa        | Cuniburo                        | Fin de contrato |
| José Caicedo        | Defensa        | CD Leones del Norte             | Fin de contrato |
| Juan Alvacete       | Defensa        | Central Norte                   | Fin de contrato |
| Carlos Medina       | Defensa        | Universidad Católica            | Fin de contrato |
| Pedro Larrea        | Centrocampista | Retirado                        | Retirado        |
| Nixon Molina        | Centrocampista | Orense                          | Fin de contrato |
| Gonzalo Valenzuela  | Centrocampista | Bandera de ?                    | Fin de contrato |
| Felipe Ávila        | Centrocampista | Club Atlético Vinotinto Ecuador | Fin de contrato |
| Tobías Donsanti     | Delantero      | Gualaceo Sporting Club          | Fin de contrato |
| Cristian Penilla    | Delantero      | Mushuc Runa                     | Fin de contrato |
| Edgar Lastre        | Delantero      | Unión Magdalena                 | Fin de contrato |

## Datos del club
- Puesto histórico: 47.° (38.° según la RSSSF)[20]
- Temporadas en Serie A: 3 (2023-presente)
- Temporadas en Serie B: 1 (2022)
- Temporadas en Segunda Categoría: 4 (2018-2021)
- Mejor puesto en la liga: 13.° (2023).
- Peor puesto en la liga: 14.° (2024).
- Mayor goleada a favor en torneos nacionales:
  - 4 - 1 contra El Nacional (10 de noviembre de 2024).
- Mayor goleada en contra en torneos nacionales:
  - 4 - 2 contra Imbabura (11 de mayo de 2024).
- Máximo goleador histórico:
- Máximo goleador en torneos nacionales:
- Primer partido en torneos nacionales:
  - Emelec 2 - 0 Libertad (26 de febrero de 2023 en el Estadio George Capwell).

### Resumen estadístico
- Última actualización: 04 de abril de 2024.

| Competición                      | Part | PJ | PG | PE | PP | GF | GC | DG  | PTS | Mejor resultado |
| -------------------------------- | ---- | -- | -- | -- | -- | -- | -- | --- | --- | --------------- |
| Torneos nacionales               |      |    |    |    |    |    |    |     |     |                 |
| Campeonato Ecuatoriano de Fútbol | 2    | 35 | 7  | 13 | 17 | 29 | 48 | -19 | 34  | 14 Posición     |
| Copa Ecuador                     | 1    | 2  | 0  | 2  | 0  | 2  | 2  | 0   | 2   | Primera Fase    |
| Total                            | 3    | 35 | 7  | 13 | 17 | 29 | 48 | -19 | 34  |                 |

## Palmarés

### Torneos nacionales
| Competición                        | Títulos | Subcampeonatos |
| ---------------------------------- | ------- | -------------- |
| Segunda Categoría de Ecuador (1/0) | 2021    |                |

### Torneos provinciales
| Competición                     | Títulos    | Subcampeonatos |
| ------------------------------- | ---------- | -------------- |
| Segunda Categoría de Loja (2/1) | 2020, 2021 | 2019           |